# 美国总统气候特使
美国总统气候特使（英語：U.S. Special Presidential Envoy for Climate）为美国总统行政办公室的内阁级别职位，在行政部门内享有能源政策和气候政策方面的权力。時任總統乔·拜登於2021年1月20日正式創立此職位，首任特使為约翰·克里。

## 历史
2020年11月23日，总统當選人乔·拜登宣布前美国国务卿约翰·克里将在拜登内阁中出任总统气候特使，隶属于美国国家安全委员会。
總統氣候特使的非正式称谓为“气候沙皇”。白宫此前也有一个类似的职位，即是卡罗尔·布朗纳于2009年至2011年出任的白宫能源与气候变化政策办公室主任，但当时该职位偏重于协调政府的能源和气候政策，与能够对能源和气候政策进行决策的总统气候特使有别。需要特别说明的是，总统气候特使是国家安全委员会首个专责处理气候变化问题、解决影响国家安全的气候危机的职位。

## 歷任特使
| 序号 | 官员          | 就任日期      | 卸任日期      | 总统    |
| ---- | ------------- | ------------- | ------------- | ------- |
| 1    | 约翰·克里     | 2021年1月20日 | 2024年3月6日  | 乔·拜登 |
| 2    | 约翰·波德斯塔 | 2024年3月6日  | 2025年1月20日 | 乔·拜登 |